# Guttet-Feschel
Guttet-Feschel ist eine Munizipalgemeinde und eine Burgergemeinde im Bezirk Leuk sowie eine Pfarrgemeinde des Dekanats Leuk im deutschsprachigen Teil des Schweizer Kantons Wallis. Die Gemeinde entstand am 1. Oktober 2000 aus den beiden früheren Gemeinden Guttet und Feschel (französisch Veschel).

## Geschichte

### Guttet
1261 wurde Guttet erstmals als de gottet und zwischen 1715 und 1720 als Goutet urkundlich erwähnt. Zu dem Bergdorf am Nordhang des Rhonetals bei Leuk gehören neben dem Zentrum auch die Weiler Grächmatten und Wiler. Das Dorf gehörte zur Pfarrei Leuk; erstmals wird bereits 1520 eine Kirche urkundlich erwähnt, die 1874 neu gebaut worden ist. Das 1863 zur eigenen Pfarrei erhobene Rektorat bestand seit 1822. Zu dieser gehörte zu Anfang bis 1903 und ab 1925 auch Feschel.

### Feschel
Erstmals urkundlich erwähnt wurde Feschel mit dem Namen Vexli bzw. Veselli. Ausgrabungen wie bspw. Bronzegegenstände zeigen, dass das Gebiet bereits seit dem 5. Jahrhundert nach Christus besiedelt ist. 1499 wurde die St.-Michels-Kapelle urkundlich genannt, die seit 1699 St.-Antonius-Kapelle heisst. Auch das Weiderecht des Weilers Obern-Galm findet sich (1580) urkundlich.
Bereits durch die gemeinsame Pfarrei seit 1925 bestanden Kooperationen zwischen Guttet und Feschel. 1969 wurden die Friedhöfe zusammengelegt und 1972 gemeinsam eine Schule gegründet, sodass wichtige Institutionen geteilt wurden, was massgeblich zur Fusion beigetragen hat.

## Wappen
Am 15. Dezember 2004 stimmten die beiden Gemeinden über ein gemeinsames Wappen ab. Das Resultat war das Zusammenlegen der beiden Ortswappen. Da jedoch das Gemeindegesetz verlangt, dass die Wahl eines Wappens durch einen Urnengang zu erfolgen hat, musste die Bevölkerung am 18. April 2010 erneut zur Wahl schreiten. Dabei entschieden sich die Stimmbürger für ein neues gemeinsames Wappen. Am 12. September 2010 wurde die neue Gemeindefahne eingeweiht. Die Stiftung Schweizer Fahnen und Wappen kritisierte die erste Version des neuen Gemeindewappen als unheraldisch und ungeeignet.
Das aktuelle Wappen zeigt einen Hirtenstab, einen Dreiberg und eine Sonne. Während der Hirtenstab für den heiligen Wendel und damit Guttet steht, symbolisiert die Sonne und der stilisierte Berg Feschel.

Aktuelles Wappen (seit 2010)
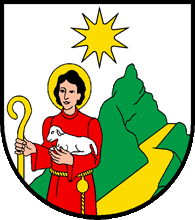
Abgewähltes Wappen (2004–2010)
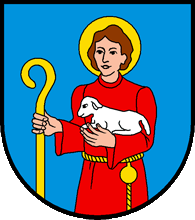
Wappen Guttet
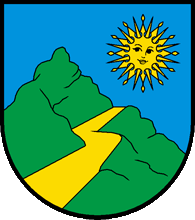
Feschel

## Bevölkerung
| Bevölkerungsentwicklung | Bevölkerungsentwicklung | Bevölkerungsentwicklung | Bevölkerungsentwicklung | Bevölkerungsentwicklung | Bevölkerungsentwicklung | Bevölkerungsentwicklung | Bevölkerungsentwicklung | Bevölkerungsentwicklung |
| ----------------------- | ----------------------- | ----------------------- | ----------------------- | ----------------------- | ----------------------- | ----------------------- | ----------------------- | ----------------------- |
| Jahr                    | 2000                    | 2010                    | 2011                    | 2012                    | 2013                    | 2014                    | 2015                    | 2016                    |
| Einwohner               | 410                     | 444                     | 439                     | 443                     | 432                     | 428                     | 415                     | 421                     |

## Gemeindepräsidenten
| Amtszeit  | Name                 | Partei |
| --------- | -------------------- | ------ |
| 2001–2004 | Hans-Rudolf Meichtry | unabh. |
| 2005–2011 | Eduard Schnyder      | unabh. |
| 2011–2020 | Christian Pfammatter | CVP    |
| 2021–     | Philipp Loretan      |        |

## Persönlichkeiten
- Simon Geiger (* 2002), schweizerisch-italienischer Fussballspieler